# Аманат (іслам)
Аманат — арабською люди віддані або люди честі.
Аманат — у загальному сенсі: віддане на зберігання, надійність. Те, що Аллах віддав, доручив людям. Розуміється як віддане на відповідальне зберігання, як нематеріальні цінності (мова, культура, національність тощо), так і матеріальні (речі, нерухомість).
Приклад нематеріального аманату: національність, етнос, культура, мова, традиції, як національні, так і родинні, історія роду, генеалогічна інформація, тощо.
Зазвичай передається в родині, вниз родовою лінією, від батьків до дітей, з покоління в покоління.
Іноді передача національно-культурних цінностей відбувається й поза родинним середовищем. Наприклад: в результаті втрати мови, люди вчать її чи самостійно, чи за допомогою носія цієї мови. При цьому передатчиком інформації може бути як будь-який етнічний носій цієї мови та культури, так і людина, яка отримала цю інформацію шляхом цілеспрямованого вивчення, як у середовищі носіїв, так і поза нею.
Приклад матеріального аманату: будь-яка спадщина, квартира батька, будинок бабусі, довірені на зберігання речі та квартира сусідів на період їхньої відсутності тощо.